# Вязьма (приток Шоши)
Вя́зьма — река в Тверской области России. Протекает по территории Старицкого и Калининского районов.
Исток — в районе деревень Леушкино и Аполишено. Впадает в Шошу в 32 км от устья по левому берегу, у деревни Бреднево. Длина — 43 км, площадь водосборного бассейна — 492 км².

## Данные водного реестра
По данным государственного водного реестра России относится к Верхневолжскому бассейновому округу, водохозяйственный участок реки — Волга от города Тверь до Иваньковского гидроузла (Иваньковское водохранилище), речной подбассейн реки — бассейны притоков (Верхней) Волги до Рыбинского водохранилища. Речной бассейн реки — (Верхняя) Волга до Куйбышевского водохранилища (без бассейна Оки).
Код объекта в государственном водном реестре — 08010100712110000002541.

### Притоки
(указано расстояние от устья)
- 11 км: река Хвошня (пр)
- 19 км: река Боровка (лв)
- 27 км: река Десна (лв)